# Петров, Иван Иванович (Герой Советского Союза)

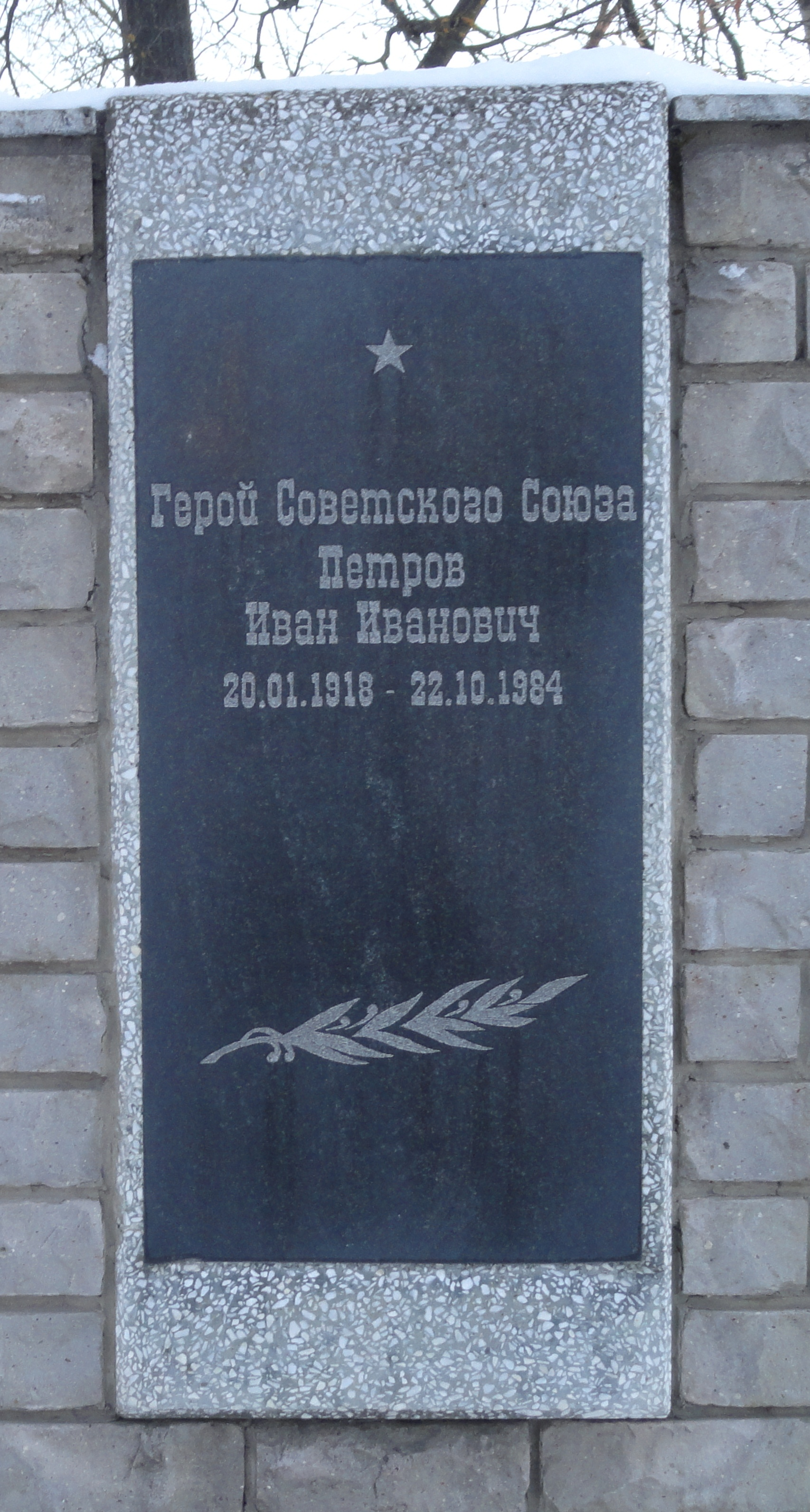
Памятная доска на Стене Героев в Кулебаках

Иван Иванович Петров (1918—1984) — лётчик-штурмовик, старший лейтенант, заместитель командира эскадрильи 211-го штурмового авиационного полка 307-й штурмовой авиационной дивизии 3-го штурмового авиационного корпуса 15-й воздушной армии. Герой Советского Союза.

## Биография
Родился 20.01.1918 года в городе Кулебаки ныне Кулебакского района Нижегородской области в семье рабочего. Русский.
Учился в Горьковском речном техникуме, работал на борском заводе «Теплоход», молитовской фабрике «Красный Октябрь», на Кулебакском металлургическом заводе.
В рядах РККА с 1939 года. Окончил Таганрогскую лётную школу. По окончании школы был назначен на должность лётчика 211-го ближнебомбардировочного полка 20-й смешанной авиационной дивизии, дислоцированной в городе Котовск Одесской области. Летал на самолёте Су-2.
Принял участие в боевых действиях с 22 июня 1941 года.
В 1942 году полк перевооружен на самолёты Ил-2 и переименован в 211-й штурмовой авиационный полк.
Заместитель командира эскадрильи 211-го штурмового авиационного полка 307-й штурмовой авиационной дивизии 3-го штурмового авиационного корпуса 15-й воздушной армии старший лейтенант Петров стал постоянным ведущим групп штурмовиков. Лето 1943 года провёл в непрерывных сражениях под Орлом и Брянском. До конца 1943 года в его группах не было ни одной потери. Совершил 107 боевых вылетов, разбил 8 вражеских переправ через реки, уничтожил 25 танков, сбил два самолёта в воздухе, более 50 самолётов уничтожил вместе со своей группой на аэродромах.
С декабря 1943 откомандирован для учёбы в Военно-воздушную академию.
Указом Президиума Верховного Совета СССР «О присвоении звания Героя Советского Союза офицерскому составу военно-воздушных сил Красной Армии» от 4 февраля 1944 года за «образцовое выполнение боевых заданий командования на фронте борьбы с немецкими захватчиками и проявленные при этом отвагу и геройство» было присвоено звание Героя Советского Союза с вручением ордена Ленина и медали «Золотая Звезда» (№ 3522).
После окончания академии капитан Иван Петров служил на командных должностях в Закавказье, снова учился. Дослужился до звания майора. В запас уволился в 1954 году.
Работал главным инженером автобазы Моссовета до 1969 года в Москве.
Скончался 22 октября 1984 года.

## Награды
- Медаль «Золотая Звезда»;
- орден Ленина;
- два ордена Красного Знамени;
- медали.

## Память
- Памятная доска установлена в г. Кулебаки Нижегородской области на Стене Героев на мемориальном комплексе площади Победы.